# Gare de Sausset-les-Pins
Gare de Sausset-les-Pins vasútállomás Franciaországban, Sausset-les-Pins településen.

## Vasútvonalak
Az állomást az alábbi vasútvonalak érintik:
- Ligne de la Côte Bleue

## Kapcsolódó állomások
A vasútállomáshoz az alábbi állomások vannak a legközelebb:
- Gare de Carry-le-Rouet (Ligne de la Côte Bleue)
- Gare de La Couronne-Carro (Ligne de la Côte Bleue)